# Ipomoea asarifolia
Ipomoea asarifolia är en vindeväxtart som först beskrevs av Louis Auguste Joseph Desrousseaux, och fick sitt nu gällande namn av Johann Jakob Roemer och Schult. Ipomoea asarifolia ingår i släktet praktvindor, och familjen vindeväxter. Inga underarter finns listade i Catalogue of Life. Artens utbredningsområde är Nordamerika.